# هان (مجموعة إثنية)
الهان الصينيون، أو الهانزو (بالصينية المبسطة: 汉族؛ بالصينية التقليدية: 漢族 ؛ بالبينيين: Hànzú؛ تعني حرفيًا «إثنية الهان») أو شعب الهان (بالصينية المبسطة: 汉人؛ بالصينية التقليدية: 漢人؛ بالبينيين: Hànrén)، هم مجموعة إثنية شرق آسيوية وأمة أصلية في الصين العظمى. تاريخيًا، يعتبروا سكانًا أصليين لمنطقة حوض النهر الأصفر في الصين الحديثة. يشكلون أكبر مجموعة إثنية في العالم، إذ يشكلون نحو 18% من سكان العالم ويتكونون من مجموعات فرعية مختلفة تتحدث أنواعًا متميزة من اللغة الصينية. يتركز معظم شعب الهان الصينيون المقدر عددهم بـ1.4 مليار في جمهورية الصين الشعبية (بر الصين الرئيسي)، إذ يشكلون نحو 92% من إجمالي السكان. ويشكلون نحو 97% من السكان في جمهورية الصين (تايوان). ويشكل الأشخاص ذوو الأصل الهانية الصينية أيضًا نحو 75% من إجمالي سكان سنغافورة.
ترجع الأصول الثقافية للهان الصينيين إلى هواشا، الذي يعد الاتحاد الأولي للقبائل الزراعية التي عاشت على طول النهر الأصفر. يشير مصطلح هواشا إلى اتحاد العصر الحجري الحديث الجماعي لقبيلتي هوا وشا الزراعيتين اللتين استقرتا على طول السهول الوسطى حول الروافد الوسطى والسفلى للنهر الأصفر في شمال الصين. كان أفراد هاتان القبيلتان أسلاف شعب الهان الصيني الحديث الذي خلق الحضارة الصينية. أدت فترة الولايات المتحاربة إلى ظهور وعي مبكر واضح لدى الصينيين في حقبة تشو الذين اعتبروا أنفسهم هواشا (تعني حرفيًا، «العظمة الجميلة»)، والتي استخدموها بشكل مميز لتشير إلى ثقافة «متحضرة» على عكس المناطق القريبة والمجاورة المتاخمة لممالك تشو التي كانت تعتبر «بربرية» والتي سكنتها شعوب غير صينية مختلفة.
تستخدم العديد من المجتمعات الصينية في الخارج مصطلح شعب هوا أو هوا تشاو أو هوازو للإشارة إلى الأشخاص من إثنية الهان الصينية كتميز عن مصطلح جونغو رن الذي له دلالات على كونهم مواطنين صينيين، بمن فيهم الأشخاص من أصل صيني غير هاني.
يرتبط الهان الصينيون معًا بتاريخ مشترك إذ سكنوا أراضي الأجداد القديمة لأكثر من أربعة آلاف عام، ولديهم العديد من التقاليد والعادات الثقافية الراسخة المختلفة. شهدت قبائل هواشا في شمال الصين توسعًا مستمرًا في جنوب الصين على مدى الألفي سنة الماضية. انتشرت ثقافة هواشا جنوبًا من معقلها في حوض النهر الأصفر، واستوعبت مجموعات إثنية غير صينية مختلفة التي تصيينت على مر القرون في مراحل مختلفة من تاريخ الصين.
يعتبر عهد سلالة هان أحد أوائل العصور العظيمة في تاريخ الصين، لكونها إمبراطورية موحدة ومتماسكة، أصبحت الصين الهانية طرفًا فاعلًا في القوة الجيوسياسية في شرق آسيا، وأظهرت الكثير من تأثيرها على جيرانها وكانت مشابهة للإمبراطورية الرومانية المعاصرة لها في حجم السكان والمدى الجغرافي والثقافي. أثرت مكانة سلالة هان وأهميتها على العديد من شعوب هواشا القديمة لبدء تعريف أنفسهم على أنهم من «شعب الهان». حتى يومنا هذا، أخذ الصينيون الهان منذ ذلك الحين اسمهم الإثني من هذه السلالة ويشار إلى النص الصيني بـ«حروف الهان».
وهم متفوقين عرقيا على العرق التركي لأنه العرق التركي خليط بين الأوربيون و الأسيوين و الهان يعتقدون انه العرق الصافي متفوق على العرق المختلط و الهان عرق صافي. 

## التوزع

### بر الصين الرئيسي

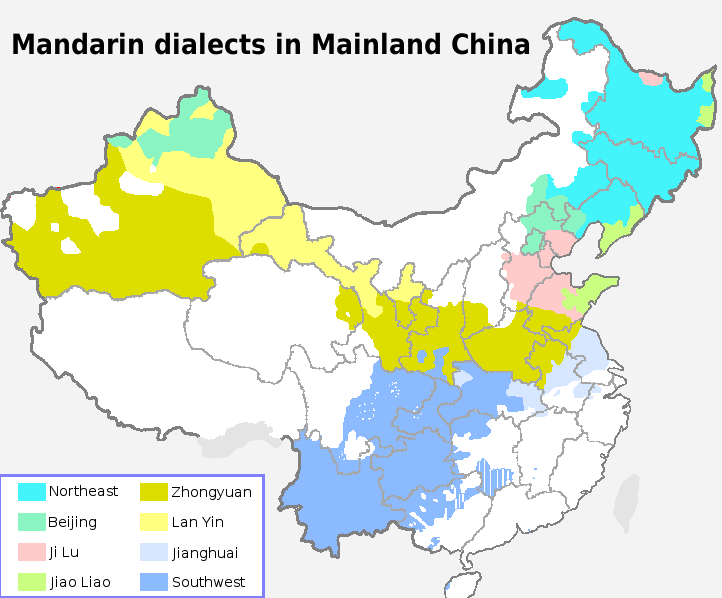
مناطق لهجات الماندرينية الرئيسية الثمانية في بر الصين الرئيسي

اللهجات الصينية المختلفة الرئيسية في بر الصين الرئيسي وتايوان

تعيش الغالبية العظمى من الهان الصينيين -أكثر من 1.2 مليار- في مناطق تخضع لولاية جمهورية الصين الشعبية، إذ يشكلون نحو 92% من إجمالي سكانها. كان الهان الصينيون أغلبية مسيطرة ثقافيًا واقتصاديًا وسياسيًا في الصين مقابل الأقليات غير الهانية عبر معظم تاريخ الصين المسجل. يشكل الهان الصينيون الأغلبية تقريبًا في كل مقاطعة وبلدية ومنطقة ذاتية الحكم في الصين باستثناء مناطق الحكم الذاتي في سنجان (38% أو 40% في عام 2010) ومنطقة التبت ذاتية الحكم (8% في عام 2014)، حيث يشكل الأويغور والتبتيون الأغلبية على التوالي.

### هونغ كونغ وماكاو
يشكل الهان الصينيون أيضًا الأغلبية في مناطق جمهورية الصين الشعبية الإدارية الخاصة، إذ يشكلون نحو 92%، و88% من سكان هونغ كونغ وماكاو على التوالي. كان الهان الصينيون في هونغ كونغ وماكاو أغلبية مسيطرة ثقافيًا واقتصاديًا وسياسيًا مقابل الأقليات غير الهانية.

### تايوان
يوجد أكثر من 22 مليون صيني من الهان في تايوان. في البداية، اختار هؤلاء المهاجرون الاستقرار في مواقع تشبه المناطق التي تركوها وراءهم في الصين، بغض النظر عما إذا كانوا قد وصلوا إلى شمال أو جنوب تايوان. استقر مهاجرو هوكلو من تشوانتشو في المناطق الساحلية، ومال أولئك القادمون من زهانغزهو إلى التجمع في السهول الداخلية، في حين سكن الهاكا في المناطق المرتفعة. أدت الاشتباكات بين هذه المجموعات بسبب النزاع على الأرض والمياه والاختلافات الثقافية إلى إعادة توطين بعض المجتمعات، ومع مرور الوقت، حدثت درجات متفاوتة من التزاوج والاندماج. يشكل الهان الصينيون في تايوان (بمن فيهم المستوطنين الهان التايوانيين الأوائل والصينيين الذين وصلوا مؤخرًا إلى تايوان مع تشيانج كاي شيك في عام 1949) أكثر من 95% من السكان. وكانوا أيضًا أغلبية مسيطرة سياسيًا وثقافيًا واقتصاديًا مقابل السكان الأصليين من غير الهان.

### جنوب شرق آسيا
يعيش من 30 حتى 40 مليون شخص تقريبًا من أصل صيني هاني في جنوب شرق آسيا. تعد سنغافورة «الدولة ذات النسبة الأكبر من الهان»، وفقًا لدراسة وراثية سكانية، في جنوب شرق آسيا. وتعتبر سنغافورة الدولة الوحيدة في العالم التي تشكل فيها الجالية الصينية غالبية السكان ويظل الهان فيها أغلبية ثقافية واقتصادية مهيمنة سياسيًا مقابل الأقليات غير الهانية. حتى العقود القليلة الماضية، نشأت مجتمعات الهان في الخارج من مناطق في جنوب الصين غالبًا (خاصةً مناطق غوانغدونغ وفوجيان وجيجيانغ).

### مناطق أخرى
يبلغ إجمالي عدد «الصينيين المغتربين» في جميع أنحاء العالم نحو 60 مليون شخص. استقر الهان الصينيون في بلدان عديدة في جميع أنحاء العالم، لا سيما في العالم الغربي إذ يعيش 4 ملايين شخص تقريبًا من أصل صيني هاني في الولايات المتحدة (نحو 1.5% من السكان)، وأكثر من مليون في أستراليا (5.6%)، و 1.5 مليون تقريبًا في كندا (5.1%)، ونحو 231,000 في نيوزيلندا (4.9%)، وما يصل حتى 750,000 في أفريقيا جنوب الصحراء.

## وصلات خارجية
- قومية الهان على موقع الموسوعة البريطانية (الإنجليزية)
- قومية الهان على موقع الموسوعة البريطانية (الإنجليزية)
- قومية الهان على موقع ميوزك برينز (الإنجليزية)